# Исаев, Станислав Викторович
Станислав Викторович Исаев (англ. Stanislav Issaev; род. 6 августа 1956, Горький) — советский и американский артист балета, педагог, народный артист РСФСР (1990).

## Биография
Станислав Викторович Исаев родился 6 августа 1956 года в Горьком (сейчас Нижний Новгород). В 1974 году окончил Пермское государственное хореографическое училище (класс Марса Мирзаитовича Миргарипова, педагог Ю. И. Плахт). В 1970—1974 годах одновременно с обучением выступал во всех спектаклях Пермского академического театра оперы и балета им. П. И. Чайковского («Спящая красавица», «Коппелия», «Лебединое озеро» и другие). 
В 1974—1990 годах был ведущим солистом «Московского классического балета» под руководством Н. Д. Касаткиной и В. Ю. Василёва. Многие годы был партнёром Екатерины Максимовой, гастролировал в 47 странах мира. Его танец отличался виртуозностью, свободой парения, чистотой линий, соразмерностью, мягкостью движений в соединении с чёткостью исполнения.
В 1990 году переехал в США. В 1990—1994 годах был ведущим солистом «Атланта Баллет» (Атланта, США). 
В 1995—1999 годах работал помощником директора школы танца Университета Южной Каролины. В 2000—2012 годах заведовал высшей школой губернатора Южной Каролины в Гринвилле (Южная Каролина), а затем там же был ведущим преподавателем-хореографом. 
В 2014—2016 годах работал ведущим преподавателем-хореографом Кировской академии балета в Вашингтоне. С 2016 года преподаёт в танцевальной школе Сити-Данс в Вашингтоне.

## Награды и премии
- 1-я премия Всесоюзного конкурса артистов балета и балетмейстеров (1980).
- 1-я премия Международного конкурса в Варне (1980).
- Заслуженный артист РСФСР (1.02.1983).
- Лауреат премии им. Вацлава Нижинского Парижской академии танца (1984).
- Народный артист РСФСР (5.01.1990).

## Творчество

### Фильмография
- 1982 — Адам и Ева (фильм-спектакль) — Адам
- 1985 — Синие розы для балерины (фильм-спектакль)
- 1986 — Лунный вальс (фильм-спектакль)
- 1990 — Лебединая песня (фильм-спектакль) — танцовщик, Ариэль